# Ley de Weber
La ley de Weber es una ley de escalamiento psicofísico directamente relacionada con el estudio de la percepción.
Influido por Herbart,un hombre, quien propuso la existencia teórica de un umbral mínimo en la percepción física, Ernst Heinrich Weber formuló esta ley que lleva su nombre y que establece, a partir de los métodos psicofísicos que él inventó, la posibilidad del cálculo de dichos umbrales.
La ley de weber se formula diciendo que el incremento de la magnitud que deber experimentar un estímulo para que el sujeto perciba que se ha producido un cambio es una proporción constante de su magnitud inicial:
{\displaystyle K={\mathcal {4}}E/E}
donde K es la proporción constante llamada constante de Weber, {\displaystyle {\mathcal {4}}E} es el incremento mínimo que un estímulo ha de experimentar en su magnitud física respecto de la magnitud inicial, que sería E.
Esta ley fue reformulada por Fechner en la ley de Weber-Fechner.
- Datos: Q9022071